# Un amour d'hiver
Pour les articles homonymes, voir Winter's Tale.
Pour plus de détails, voir Fiche technique et Distribution.
Un amour d'hiver ou Conte d'hiver au Québec (Winter's Tale) est un film fantastique américain coproduit, scénarisé et réalisé par Akiva Goldsman et sorti en 2014. Il rassemble à l'écran Colin Farrell et Russell Crowe. Il est adapté du best seller du même nom de Mark Helprin.
Scénariste reconnu, Akiva Goldsman signe son premier film en tant que réalisateur. Il a notamment écrit le scénario de nombreux films comme Je suis une légende, Da Vinci Code ou encore Mémoires d'une geisha.

## Synopsis
À New York, au début du XXe siècle, Peter Lake (Colin Farrell), un émigré russe sans le sou, cambriole les riches demeures afin de survivre. Il entre un jour par effraction dans la luxueuse maison de la jolie Beverly Penn (Jessica Brown Findlay) et les deux jeunes gens tombent fous amoureux.
Mais parce qu'elle est atteinte de tuberculose, les jours de Beverly sont comptés. Peter tente par tous les moyens de sauver la femme qu'il aime, à travers le temps, luttant contre les forces des ténèbres et surtout contre Pearly Soames (Russell Crowe), son ancien mentor, qui s'acharne à vouloir l'anéantir.
Projeté dans le temps, Peter n'a plus aucun souvenir lorsqu'il rencontre à Central Park, Virginia Gamely (Jennifer Connelly) et sa fille. Intriguée, la jeune femme va l'aider à retrouver la mémoire et à renouer avec son amour perdu.

## Fiche technique
- Titre original : Winter's Tale
- Titre français : Un amour d'hiver
- Titre québécois : Conte d'hiver
- Réalisation : Akiva Goldsman
- Scénario : Akiva Goldsman, d'après le roman Un amour d'hiver de Mark Helprin
- Direction artistique : Peter Rogness
- Décors : Naomi Shohan
- Costumes : Michael Kaplan
- Photographie : Caleb Deschanel
- Montage : Tim Squyres et Wayne Wahrman (en)
- Musique : Rupert Gregson-Williams et Hans Zimmer
- Production : Akiva Goldsman, Marc Platt et Michael Tadross
- Sociétés de production : Weed Road Pictures
- Sociétés de distribution :  Warner Bros.
- Budget : 60 millions de dollars américains
- Pays d'origine :  États-Unis
- Langue originale : anglais
- Format : couleur - 35 mm - 2,35:1 - son Dolby numérique
- Genre : fantastique
- Durée : 129 minutes
- Dates de sortie
  -  États-Unis : 14 février 2014[1]
  -  Belgique : 19 février 2014
  -  France,  Suisse romande : 12 mars 2014

## Distribution
- Colin Farrell (VF : Boris Rehlinger ; VQ : Martin Watier) : Peter Lake
- Jessica Brown Findlay (VF : Victoria Grosbois ; VQ : Catherine Brunet) : Beverly Penn
- Jennifer Connelly (VF : Odile Cohen ; VQ : Marika Lhoumeau) : Virginia Gamely
- Russell Crowe (VF : Emmanuel Jacomy ; VQ : Pierre Auger) : Pearly Soames
- William Hurt (VF : Féodor Atkine ; VQ : Jean-Marie Moncelet) : Isaac Penn
- Eva Marie Saint (VF : Régine Blaess) : Willa Penn, âgée
- Will Smith (VF : Greg Germain) : le juge / Lucifer
- Finn Wittrock : Gabriel
- Kevin Corrigan (VF : Benoît DuPac ; VQ : François L'Écuyer) : Romeo Tan
- Graham Greene (VF : Jean-Jacques Moreau) : Humpstone John
- Kevin Durand (VF : Yann Guillemot) : Cesar Tan
- Matthew Bomer (VF : Yann Guillemot) : M. Lake, le père de Peter
- Lucy Griffiths : Mme Lake, la mère de Peter
- Maurice Jones (VF : Diouc Koma) : Cecil Mature
- Juliette Jones (VF : Blanche Ravalec ; VQ : Éveline Lavaugue ) : Susane Lake, sœur de Peter
- Alan Doyle (VF : Jean-Luc Atlan) : Dingy Worthington
- April Grace : Dr Elizabeth Lee (non créditée)

 Source et légende : version française (VF) sur RS Doublage ; version québécoise (VQ) sur Doublage.qc.ca

## Production

### Choix des interprètes

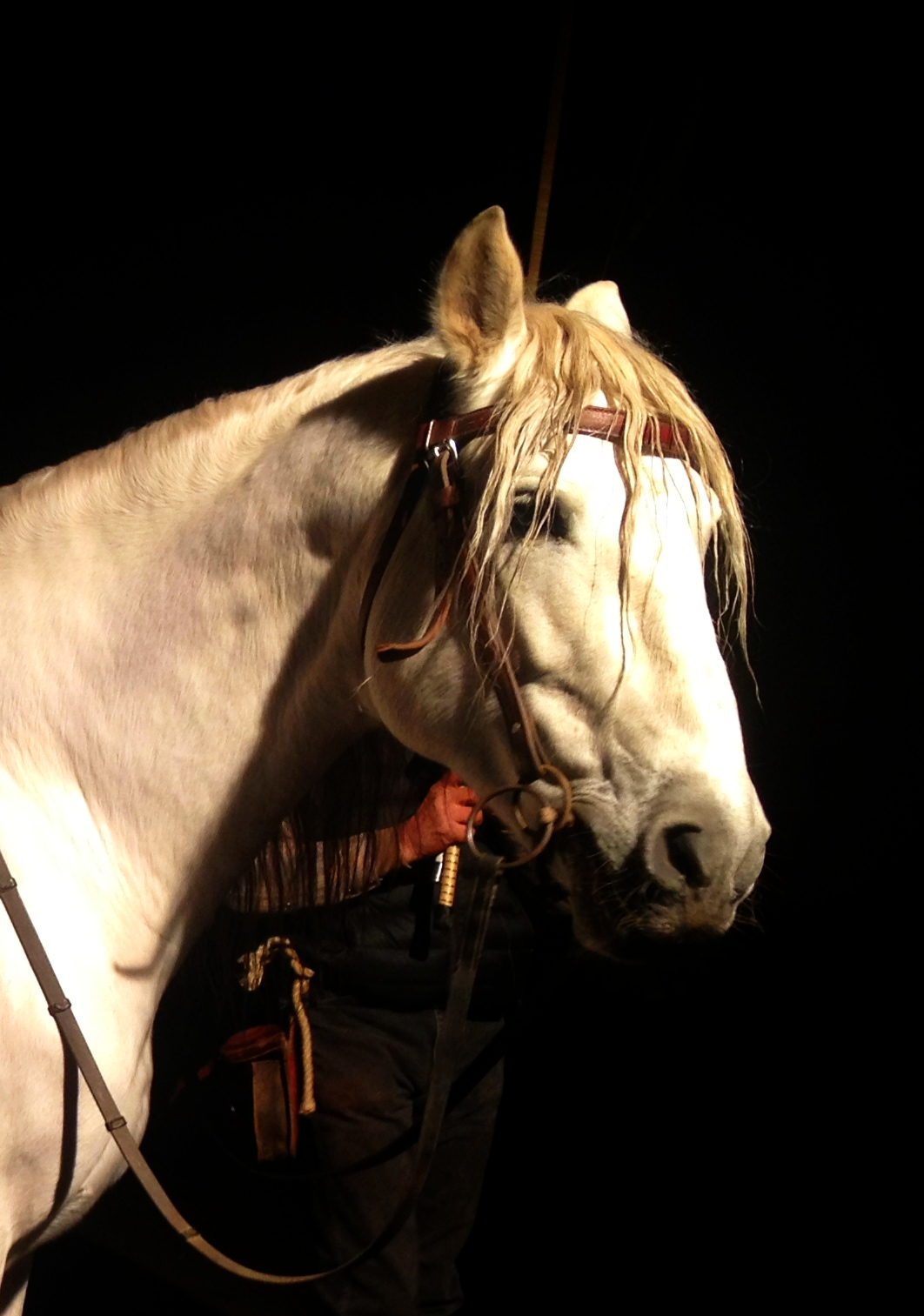
Listo, l'un des chevaux retenus pour jouer dans le film.

Tom Hiddleston, Garrett Hedlund, Aaron Taylor-Johnson, Luke Evans,Liam Hemsworth et Benjamin Walker ont été envisagés pour le rôle de Peter Lake avant que Colin Farrell ne soit choisi.[réf. souhaitée]
Bella Heathcote, Lily Collins, Sarah Gadon, Gabriella Wilde et Elizabeth Olsen avaient auditionné pour le rôle qui a finalement été attribué à Jessica Brown Findlay.[réf. souhaitée]

### Tournage
Le début du tournage de Winter's Tale, qui devait commencer fin octobre 2012, a dû être repoussé par mesure de précaution à cause du passage de l'ouragan Sandy.[réf. souhaitée]

### Adaptation
Un amour d'hiver est une adaptation du roman de Mark Helprin publié en 1983. Akiva Goldsman avait l'idée d'une adaptation depuis plusieurs années mais ce n'est qu'en 2010, à la suite de la mort de son épouse, qu'il se reconcentre sur le sujet. Le projet est devenu selon lui une véritable obsession et un refuge à sa douleur.[réf. souhaitée]

## Musique
- 3e mouvement du Concerto pour violon en ré majeur, op. 77 de Johannes Brahms (joué à plusieurs reprises au piano par Beverly Penn).

## Accueil

### Box-office
Le film a fait un flop retentissant aux États-Unis avec moins de dix millions de dollars de recettes.

## Analyse
- Le film s'ouvre et se clôture sur un plan du ciel montrant la constellation d'Orion, dont il est fait référence à plusieurs reprises au cours de l'histoire.

### Erreurs et incohérences
- Le juge (Will Smith) lorsqu'il apparaît pour la première fois, en 1895, est en train de lire Une brève histoire du temps (A brief history of time) livre écrit par Stephen Hawking et parut en 1988 soit 93 ans après les faits. Cet anachronisme s'explique en partie avec la notion de « maintenant » dont il fait étalage quelques instants après.